# Andrzej Adamiak
Andrzej Jan Adamiak (ur. 28 lutego 1960 w Łodzi, zm. 8 kwietnia 2020 tamże) – polski gitarzysta basowy, wokalista, kompozytor i autor tekstów. Współzałożyciel, lider i frontman łódzkiej grupy muzycznej Rezerwat założonej w 1982.

## Życiorys
Podczas krótkiego rozstania z Rezerwatem w 1984 trafił do formacji Czerwony Kapturek i Omen, z którą nagrał singiel dla Tonpressu. W 1985 wrócił do Rezerwatu i nagrał z nim największy przebój „Zaopiekuj się mną” – był współautorem tekstu piosenki wraz z Januszem Kondratowiczem.
Zmarł nagle 8 kwietnia 2020 w wyniku komplikacji po zapaleniu wyrostka robaczkowego. Został pochowany na cmentarzu rzymskokatolickim przy ulicy Szczecińskiej w Łodzi (kwatera 34).

## Dyskografia

### Płyty winylowe
- 1984: Rezerwat Rezerwat (Savitor SVT006)
- 1987: Rezerwat Serce (Wifon LP104)
- 2018: Rezerwat Najważniejsze przeboje (Sony Music 19075840241)

### Płyty CD
- 1993: Rezerwat Zaopiekuj się mną (Top Music TCD-011)
- 1993: Rezerwat Paryż (Moskwa) (Top Music TCD-012)
- 2000: Rezerwat The Best of Rezerwat (Kommunikationshaus Polen / Universal Music Polska 157 651-2)
- 2005: Rezerwat Rezerwat – reedycja (Magic Records 987290-2)
- 2005: Rezerwat Serce – reedycja (Magic Records 987290-3)
- 2016: Rezerwat Dotykaj (Polskie Radio PRCD 1881)
- 2018: Rezerwat Najważniejsze przeboje (Sony Music 19075840222)

### Single winylowe
- 1984: Rezerwat „Modlitwa o więź” / „Nowy świetny plan” Tonpress S-493
- 1984: Omen „Czy są mi dane łzy” / „Mój chory świat” Tonpress S-514
- 1986: Rezerwat „Zaopiekuj się mną” / „Boję się” – „Parasolki” / „Szare gitary” Tonpress S-616/617